# Zaireichthys flavomaculatus
Zaireichthys flavomaculatus är en fiskart som först beskrevs av Pellegrin 1926.  Zaireichthys flavomaculatus ingår i släktet Zaireichthys och familjen Amphiliidae. IUCN kategoriserar arten globalt som otillräckligt studerad. Inga underarter finns listade i Catalogue of Life.